# 鹿谷村 (兵庫県)
鹿谷村（かやむら）は、かつて兵庫県に存在していた村である。
現在の鹿谷中学校区に相当する、かつての夢前町の北部に位置していた。

## 概要
現在の姫路市夢前町前之庄、新庄、神種、山之内に相当する。

## 沿革
- 1889年（明治22年）4月1日 町村制施行に伴い飾西郡鹿谷村発足。
- 1896年（明治29年）4月1日 飾西郡・飾東郡の区域をもって飾磨郡が発足。
- 1955年（昭和30年）7月1日 置塩村・菅野村と合併し夢前町が発足。同日鹿谷村消滅。

## 地域

### 人口

#### 人口推移
| \| 1920年（大正9年） \| 6,220人 \| \| \| 1925年（大正14年） \| 5,920人 \| \| \| 1930年（昭和5年） \| 5,809人 \| \| \| 1935年（昭和10年） \| 5,556人 \| \| \| 1940年（昭和15年） \| 5,449人 \| \| \| 1947年（昭和22年） \| 6,726人 \| \| \| 1950年（昭和25年） \| 6,779人 \| \| |         |  |
| 総務省統計局 / 国勢調査 |         |  |
| 1920年（大正9年） | 6,220人 |  |
| 1925年（大正14年） | 5,920人 |  |
| 1930年（昭和5年） | 5,809人 |  |
| 1935年（昭和10年） | 5,556人 |  |
| 1940年（昭和15年） | 5,449人 |  |
| 1947年（昭和22年） | 6,726人 |  |
| 1950年（昭和25年） | 6,779人 |  |